# 2023-as budapesti antifasiszta támadássorozat
A budapesti antifasiszta támadássorozat 2023. február 9-e és 11-e között zajlott le a fővárosban. A különböző európai országokból Budapestre utazó, a nemzetközi antifasiszta mozgalomhoz tartozó elkövetők a szélsőjobboldali becsület napi felvonulás és emléktúra eseménysorozata ellen érkeztek tüntetni Magyarországra. Csoportosan összesen 5 támadást hajtottak végre a városban járókelők ellen, amelyek során 6 ember súlyos, 3 pedig könnyű sérüléseket szenvedett. A rendőrség feltételezése szerint a támadók ruházatuk alapján választották ki „jobboldali kinézetű“ áldozataikat, kimerítve a közösség tagjai elleni erőszak bűntettét. A támadássorozatot követően a magyar hatóságok három külföldi elkövetőt fogtak el. Egy további támadót a német rendőrség tartóztatott le és adott ki 2024-ben Magyarországnak, 2025-ben pedig újabb 7 gyanúsított adta fel magát Németországban. A legnagyobb figyelmet egy olasz nemzetiségű támadó, Ilaria Salis ügye kapta, akire 11 év börtönbüntetést kért az ügyészség, azonban európai parlamenti képviselőnek választották meg, és így életbe lépő mentelmi joga miatt szabadon engedték.

## Háttér

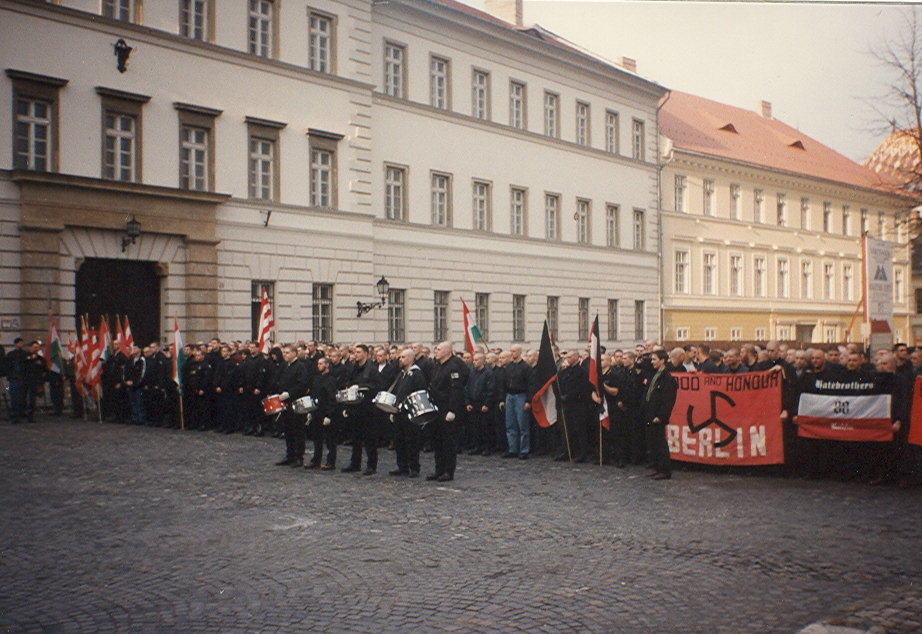
Felvonulók, köztük neonácik a becsület napján 1998-ban

Magyarországon a legellentmondásosabb felvonulások közé tartozik a becsület napja és az azt kísérő Kitörés 60 teljesítménytúra, amely az 1945-ös budai kitörési kísérletnek, valamint a csata német és magyar áldozatainak állít emléket. Az eseményen évente résztvevő, jellemzően szélsőjobboldali elköteleződésű megemlékezők felvonulásán nagy számban fordulnak elő tiltott önkényuralmi jelképek és „hagyományőrzésként“ hordott náci egyenruhák is. A felvonulás minden évben számos külföldit is Magyarországra vonz, mind a felvonulók, mind az ellentüntetők oldalán. Mind a szélsőjobboldali, mind a szélsőbaloldali táborban nagy számban vannak erőszakos elemek, amelyek gyakran fizikai erőszakot is alkalmaznak. Szintén 2023-ban például a szélsőjobboldali Betyársereg tagjai baloldalinak hitt járókelőket vertek meg a Széll Kálmán tér közelében. Egy 5 gyalogosból álló csoportot támadtak meg, közülük 2 embert kilöktek az autók elé, két személyt pedig ököllel vertek, rúgtak, hajánál fogva vonszoltak, egyikőjüknek koponyatörést és agyrázkódást, másikójuknak koponyazúzódást okozva.

## A támadássorozat

### Előkészületek
A Fővárosi Főügyészség vádirata szerint a budapesti támadásokat elkövető antifasiszta szervezetet 2017-ben alapította egy német férfi, célja a szélsőjobboldali szimpatizánsok elleni harc volt. A darkneten és személyes találkozókon keresztül szervezett akcióikat először 2018 és 2020 között Németországban hajtották végre, 2023-ban pedig a budapesti Kitörés Emléktúrát vették célba, céljuk súlyos, akár életveszélyes sérülések okozása volt, ezen keresztül pedig egy elrettentő üzenet küldése a szélsőjobbnak. A felkészülést egy darknetes alkalmazáson keresztül bonyolították le, ennek során feltérképezték a potenciális menekülési útvonalakat a városban, támadó és arceltakaró eszközöket  szereztek be.

### A támadások általános karakterisztikája
A rendőrség információi szerint az elkövetők elsősorban ruházatuk alapján választották ki áldozataikat, terepmintás ruhadarabokat, vagy bakancsot viselő embereket szemeltek ki. A külső alapján általuk „jobboldalinak“ ítélt járókelőket követték a tömegközlekedésen, majd egy alkalmasnak ítélt közterületen hátulról csaptak le rájuk. A támadások jól begyakorolt forgatókönyv szerint zajlottak le, az akció időtartamát 30 másodpercben határozták meg, ez alatt elsősorban teleszkópos fémrudakkal verték a földre került áldozatokat és paprika spray-jel fújták le őket. Közvetlenül a verésben általában 6-8 támadó vett részt, míg egy személy a támadás vezényléséért felelt, egy pedig a járókelők beavatkozását volt hivatott megakadályozni. A támadások közül többet is felvettek köztéri kamerák, azonban az elkövetők többnyire sapkát, arcmaszkot viseltek, megnehezítve azonosításukat.

### A támadások kronológiája
Összesen öt támadást hajtottak végre, amelynek során 9 áldozatot szedtek, közülük 6-an súlyos, 3-an pedig könnyű sérüléseket szenvedtek.
- Az első támadás a Nyugati pályaudvaron zajlott le, egy vonaton.[2]
- A második akciót 7-8 támadó hajtotta végre a Fővám téren február 9-én 11 órakor, ahol két lengyel állampolgárságú férfit és egy nőt bántalmaztak, többüknek csonttörést okozva.

- A harmadik támadás február 10-én, 12.30-kor, a Gazdagréti téren zajlott le, a 8 támadó egy dolgozni induló, katonai mintás ruházatban lévő férfit, Tóth Zoltánt ütött le viperával és fújt le gázsprével. Tóth három bordája eltört, fejét 24 öltéssel kellett összevarrni.[10]

- Február 10-én, 23.30-kor öten egy középkorú magyar párt támadtak meg, őket a Bank utcában verték meg. Az egyik áldozat, Dudog László rocker sérülései súlyosak voltak. Feje szétnyílt, arcának bal oldala szilánkosra tört.[11]
- Február 11-én 0.30-kor a Mikó utcában egy német párt támadtak meg teleszkópos fémrudakkal.[3][1]

### A támadók elfogása
A támadásokat követően a rendőrség 24 fős nyomozócsoportot állított fel az eseménysorozat kivizsgálására és hajtóvadászat indult a tettesek ellen. Február 11-én három feltételezett elkövetőt, egy német férfit, egy német nőt és egy olasz nőt elfogtak, mások azonban sikeresen hazatértek Magyarországról.  Egy magyar baloldali aktivistát is meggyanúsítottak a támadásban való részvétellel, de őt végül ártatlannak találták és szabadon engedték.

## Az elkövetők
Rétvári Bence belügyi államtitkár nyilatkozata szerint összesen 19-en vettek részt a támadássorozat elkövetésében, férfiak és nők vegyesen. A három azonnal letartóztatott gyanúsítotton kívül a Főügyészség 2 olasz, 1 albán, 1 szír és 10 német állampolgár ellen kezdeményezett nemzetközi elfogatóparancsot. 2023 novemberében egy olaszt Milánóban, egy németet pedig decemberben Berlinben fogtak el. Az albán Rexhino Abazajt Párizsban, a német Johann G.-t pedig Németországban tartóztatták le 2024 novemberében, az ő kiadatási eljárásuk még zajlik. 2025 januárjában újabb 7 körözés alatt álló gyanúsított adta fel magát Németországban a hatóságoknak, az ő tárgyalásuk Karlsruhe-ban kezdődött meg.

### Ilaria Salis
A polgári életében tanárként dolgozó olasz antifa-tag Ilaria Salist rögtön a támadássorozat után tartóztatták le bűnszervezetben elkövetett életveszélyt okozó testi sértés bűntettének vádjával. Elsőrendű vádlottként a hatóságok szerint a támadássorozat egyik fő szervezője volt, az ügyészség 11 éves börtönbüntetést javasolt esetében. Salis tagadta a vádakat. Fogvatartásának körülményei felháborodást váltottak ki Olaszországban, amikor Salist megbilincselve, vezetőszáron vezették a bíróság elé. Végül 15 hónapot töltött magyar börtönben, amelynek körülményeit élesen kritizálta: patkányokról és bogarakról számolt be olasz lapoknak nyilatkozva, a Büntetés-végrehajtás Országos Parancsnoksága tagadta a vádakat. Salist európai parlamenti képviselőnek választották az olasz Vörös-zöld szövetség párt listáján, így mentelmi joga miatt az eljárást felfüggesztették ellene és szabadon engedték.

### Maja Trux
Egy másik antifasiszta aktivistát 2023 decemberében Berlinben tartóztatott le a német rendőrség az üggyel kapcsolatban, a queer identitású Maja (korábbi, férfi nevén Simeon) Ravi Truxot kiadták a magyar hatóságoknak. A kiadatást több jogvédő szervezet kritizálta, ellenezve „egy queer kiadatását egy nyíltan queer-ellenes országnak.“ Trux Salishoz hasonlóan szót emelt a börtön és az eljárás körülményei ellen. Az ügyészség 14 év fegyházbüntetést kért rá. Tárgyalásán német aktivista támogatói tapssal fogadták a vádlottat, a magyar szélsőjobboldali Betyársereg és a Hatvannégy Vármegye Ifjúsági Mozgalom pedig az épület előtt tüntetett ellene.

## Az események utóélete

### Fokozott biztonsági készültség
A támadássorozatot követően a kormány elrendelte a Kitörés napi események szigorúbb védelmét, a következő évben a Budapesti Rendőr-főkapitányság és a Készenléti Rendőrség kiemelt jelenléttel, kutyás rendőrökkel, drónokkal és kamerával felszerelt műveleti rendőrautókkal készült az újabb antifás támadások megakadályozására. A 2024-es és a 2025-ös felvonulás jelentősebb erőszakos cselekmények nélkül zajlott le.

### Az események megjelenése a nyugati médiában
A támadásokat követő tárgyalások, valamint az elítéltek börtönkörülményei rendszeresen megjelentek nyugati sajtótermékekben. Számos neves külföldi újság ugyanakkor tévesen számolt be a támadások körülményeiről és a vádakról: a BBC egyik tudósítása szerint például Salist három szélsőjobboldali militáns megverésével vádolják, a Telegraph cikke szerint szélsőjobboldali tüntetők elleni erőszak a vád ellene, amelyet egy tüntetésen hajtott végre, a The Guardian pedig megtámadott neonácikról írt. Egyik fenti újság sem említette az ártatlan járókelők elleni támadásokat.

## Hatóságok elleni kritikák
A magyar hatóságokkal szemben több alkalommal is megfogalmazódtak kritikák a helyzet kezelésével kapcsolatban: a külföldi médiumok elsősorban a vádlottak tárgyalásának és fogvatartásának körülményeivel kapcsolatban bírálták a hivatalos szerveket. A hazai sajtó, például a Telex kettős mérce alkalmazásával vádolta a hatóságokat: míg az antifasiszta támadássorozatot ideológiai indíttatású, közösség tagja elleni erőszakos cselekedetekként kezelte a rendőrség, addig a szélsőjobboldaliak által végrehajtott hasonló támadásokat csak egyszerű garázdaságként és súlyos testi sértésként. Karácsony Gergely budapesti polgármester a nemzetbiztonsági szervek felkészületlenségét kritizálta az eseményekkel kapcsolatban.

## Reakciók
- Rétvári Bence belügyi államtitkár nyilatkozata szerint „Semmilyen ideológia nem indokolhatja, hogy bárkit véresre verjenek, és elfogadhatatlan, hogy bárki embervadászatot rendezzen Budapest utcáin.“[13]
- Karácsony Gergely főpolgármester „felháborító és visszautasítandó cselekedeteknek“ nevezte a támadásokat és „akik az erőszak eszközéhez nyúlnak, nem nevezhetők antifasisztának.“[22]
- Jámbor András magyar baloldali politikus, a Szikra Mozgalom vezetője elítélte az antifasiszta támadássorozatot és élesen kritizálta Ilraia Salist, felszólította, hogy ne jöjjön el a 2025-ös Budapest Pride-ra.[23]